# Prodni paškratec
Prodni paškratec (znanstveno ime Erythromma lindenii) je predstavnik enakokrilih kačjih pastirjev iz družine škratcev, razširjen po Zahodni Evropi in Sredozemlju.

## Opis
Odrasli dosežejo 30 do 36 mm v dolžino, od tega zadek 24 do 28 mm, zadnji krili pa merita 19 do 21 mm. Osnovna obarvanost samcev je svetlomodra s črnim vzorcem kot pri drugih škratcih, podoben je predvsem bleščečemu zmotcu in travniškemu škratcu. Loči se po vzorcu znamenj na hrbni strani telesa, na daleč predvsem po majhni modri konici zadka, kjer sta v celoti modro obarvana samo 9. in 10. člen. Značilna so tudi modra znamenja v obliki črt za očmi (pri drugih so bolj okrogla) in črn vzdolžen pas v obliki umetelne čaše na zgornji strani drugega člena zadka. Samice prepoznamo po tem, da so tribarvne, z rumenkasto do zelenkasto osnovno obarvanostjo glave, oprsja in baze zadka, modro obarvanostjo sredine zadka ter rjavo konico zadka. Po vrhu zadka poteka črna proga, ki je na drugem členu podobne oblike kot pri samcih.
Odrasli letajo od aprila do oktobra v južnejših krajih, bolj severno pa samo poleti.

## Habitat in razširjenost
Razmnožuje se v tekočih in večjih stoječih vodnih telesih. Zahteva nezasenčen habitat s čisto vodo, bogato s kisikom, podvodno rastlinje pa je pomembno tam, kjer so ličinke izpostavljene plenilcem.
Prodni paškratec je razširjen po vsej Južni in Zahodni Evropi. Proti vzhodu postaja redkejša, vendar območje doseže obale Črnega morja in skrajni jug evropskega dela Rusije. Od 1990. let se območje razširjenosti hitro širi proti severu, kjer sega že do Nizozemske in severne Nemčije. Pogost je tudi v Magrebu v Severni Afriki, vse do roba Sahare. Svetlejša podvrsta E. lindenii zernyi je razširjena po Anatoliji, Levantu in vzhodno vse do Irana. Zato ga opredeljujemo kot atlantsko-sredozemsko vrsto.
V Sloveniji je zaradi toploljubnosti prisotnost omejena na južni del države. Razmeroma je pogost ob Kolpi in Krki na jugovzhodu ter Dragonji in Vipavi na jugozahodu, odkrit pa je bil tudi v porečjih Ljubljanice ter Rinže. Pri tem razmnoževanje marsikje ni bilo potrjeno in domnevajo, da je pojavljanje v veliki meri odvisno od priseljevanja. Na Rdeči seznam kačjih pastirjev iz Pravilnika o uvrstitvi ogroženih rastlinskih in živalskih vrst v rdeči seznam je prodni paškratec zato uvrščen kot ranljiva vrsta.